# Ramiro Costa
Ramiro Costa (* 21. August 1992 in Rosario) ist ein argentinischer Fußballspieler.

## Karriere
Ramiro Costa debütierte 2012 im Profifußball bei Rosario Central, wo er bereits in der Jugend gespielt hatte. Nach dem Trainerwechsel zu Juan Antonio Pizzi kam er anfangs noch zu Einsatzzeiten, nach seiner Knöchelverletzung allerdings nicht mehr. Im August 2013 wechselte Costa nach Chile zu Universidad Católica und wurde 2015 an Unión La Calera verliehen. Anschließend ging er nach Europa zu Rumäniens Verein ASA Târgu Mureș, kehrte jedoch nach einem Jahr nach Argentinien zurück, wo er für Atlético de Rafaela, CA Temperley und San Martín Tucumán auflief. Nach zwei weiteren Auslandsstationen in Mexiko bei CF Atlante und in Uruguay bei den Montevideo Wanderers spielt er seit 2024 wieder in Argentinien bei den Chacarita Juniors.

## Erfolge
Rosario Central
- Argentinischer Zweitligameister: 2012/13

Atlante
- Mexikanischer Zweitligameister: 2021-A